# Paso de Sico
Paso de Sico es un paso fronterizo de montaña localizado muy cerca de San Antonio de los Cobres, provincia de Salta (Argentina) y San Pedro de Atacama, II Región de Antofagasta (Chile).
El límite se ubica a 4 080 m s. n. m. y a unos 275 km de la ciudad de Salta. Se puede llegar al mismo por la ruta nacional 51 y por ruta provincial argentina número 37 (un camino de ripio consolidado) o por la ruta internacional chilena CH-23.
Las temperaturas extremas son de 23 °C en verano y de -12 °C en invierno, predominando un clima seco y frío.

## Galería de imágenes
|                          |
| Vista del lado argentino |

|                        |
| Vista del lado chileno |

|                                |
| Puesto de Carabineros de Chile |